# Щаб на отбраната
Щабът на отбраната (по-рано Генерален щаб, преди това Щаб на армията и Щаб на войската) е висшият орган на военното управление на Българската армия.
Началникът на отбраната (по-рано началник на Генералния щаб и началник на Щаба на армията) е най-висшата военна длъжност в Българската армия. Според действащия понастоящем Закон за отбраната и въоръжените сили на Република България (2009) тази длъжност се заема от военнослужещ с висше офицерско (генералско или адмиралско) звание.

## История
Във формираното през юли 1879 г. Военно министерство се създава Строево отделение, което изпълнява функции на щаб на войската до реорганизацията на министерството през 1890. През 1886 г. с Указ 41 от предвидените длъжности офицери за особени поръчки при Военното министерство е създадена длъжност началник на Генералния щаб.
При възкачването на престола на княз Фердинанд I Генералният щаб е самостоятелно спомагателно учреждение, в което е съсредоточено делопроизводството по образованието, дислокацията, мобилизацията и подготовката на армията за война. По онова време Генералният щаб се дели на главен и войскови.
При реорганизацията на министерството през 1890 г. се премахва длъжността другар на военния министър и се създава генерален щаб с 4 отделения – Строево, Инспекторско, Мобилизационно и Историческо. През 1891 г. Началник на Генералния щаб е полковник Петров. Военното министерство е реорганизирано през 1895 година, като от оперативния и строевия отдел се образува Щаб на армията. С Указ № 1 от 1898 г., считано от 1 януари 1898 г. към Военното министерство се създава и „Канцелария на Военното министерство“. Тя е подчинена на военния министър и поема работата с оперативните и архивните документи, комендантската част, отпускане на пенсии на военнослужещите в мирно време и завеждане на литографията на министерството. Съгласно заповед №24 от 21 януари 1898 г. щабът на армията е „специално учреждение, което в мирно време се грижи за устройството на въоръжените сили, обучението, възпитанието и бойната готовност на личния състав“, като с тази заповед се определят и задачите на щаба. Същата година Щаба на армията се формират пехотна, кавалерийска, артилерийска и военно-инженерна инспекция.
През 1901 г. Генералният щаб се състои от Оперативно отделение, Мобилизационно отделение, Военностатистическа част, Картографическа част, Топографическа част и Архив с регистратура. През 1903 г. към канцеларията на ГЩ се създават следните отделения: строево-инспекторско; пенсионно; Архив и регистратура, Формационно бюро, а от 1905 г. допълнително и флотско отделение.
Към 2 август 1907 година Щабът на армията се състои от Оперативно, Мобилизационно и Канцелария. Инженерното отделение е реорганизирано в Инженерна инспекция, а Информационното бюро към Канцеларията преминава към Щаба. Задачата на Щаба на армията е в мирно време да се грижи за правилното устройство на въоръжените сили, тяхното обучение и подготовка, както и да изпълнява всичко, отнасящо се до отбраната на страната и военните операции. Инженерното отделение прераства в Инженерна инспекция към Военното министерство, а Информационното бюро при Канцеларията на Военното министерство преминава към Щаба на армията.
По време на Балканските (1912 – 1913) и Първата световна война (1915 – 1918) функциите на щаба на войската изпълнява Щаба на Действащата армия при Главната квартира.

### Първа световна война (1915 – 1918)
По време на Първата световна война (1915 – 1918) щабът на действащата армия се състои от:
- Оперативно отделение, съставено от пет секции: оперативна, разузнавателна, цензурна, адютантска и комендантска;
- Управление на инспектора на артилерията с инспекторство по въоръжението, техническо отделение и строево-домакинско отделение;
- Управление на инспектора на инженерните войски с техническо фортификационно отделение, строево-домакинско и строево отделение, архив;
- Санитарна инспекция;
- Военносъдебна част.

По време на войната Щаба на действащата армия осъществява стратегическото ръководство на балканския театър на военните действия, но решаваща е ролята на германското командване.

### Втора световна война (1941 – 1945)
През 1944 г. щабът на войската се състои от отделите Оперативен, Учебно-възпитателен, Разузнавателен, Строево-организационен, Превоз и военни съобщения, Снабдяване, Щабна дружина и други служби. След 9 септември 1944 г. във връзка с участието на България във Втората световна война се разкриват отдели за връзка със съюзническите щабове, а от 1 януари 1945 г. Щабът на войската има следната организация: Кабинет на главнокомандващия, Кабинет на началника на Щаба на войската, пет отдела, щабна рота при Главното командване.
След войната, съгласно заповед № 25 от 6 февруари 1947 г. се извършва реорганизация на Министерството на отбраната, като Щаба на войската е преименуван на Генерален щаб, а Оперативния, Разузнавателния, Свързояния, Организационно-мобилизационня и учебен отдел, Военнноисторическия, Отделение „Шифър“ и Военната академия остава в подчинение на Генералния щаб. Спомагателните войски и снабдителната подготовка, снабдителния, интендантския, санитарния, ветеринарния, превозния отдели преминават в подчинение на началника на Тила на БНА. Оръжейния и артилерийския отдели се сливат и се подчиняват на началника на Артилерията, а инженерния отдел се подчинява на началника на Инжерните войски. Бойна подготовка и пехотният отдел се подчиняват на началника на бойната подготовка на пехотата и военното училище.

### Народна република България
След края на участие на България във Втората световна война с поверителна министерска заповед № 25 от 6 февруари 1946 г. се извършва реорганизация на Министерството на отбраната. Съгласно нея Щаба на войската става Генерален щаб, като Оперативния, Разузнавателния, Свързочния, Организационно-мобилизационно и учебен отдел, Военноисторическия, отделението „Шифър“ и Военната академия остават в подчинение на ГЩ. Спомагателните войски и снабдителната подготовка, снабдителния, интендантския, санитарния, ветеринарния, превозния отдели преминават в подчинение на началника на Тила на БНА. Оръжейния и артилерийския отдели се сливат и се подчиняват на началника на Артилерията, а инженерния отдел се подчинява на началника на Инженерните войски. Бойна подготовка и пехотният отдел се подчиняват на началника на бойната подготовка на пехотата и военното училище. На 8 април 1950 г. „Канцеларията на Военното министерство“ е преименувана на „Канцелария на ГЩ“.

### Република България
На 25 май 2018 г. се създава отделната длъжност „Директор на Щаба на отбраната“. Директорът на щаба на отбраната има определени координационни, организационни и контролиращи функции. От 6 май 2018 г. длъжността може да се заема от офицер с чин генерал-майор (контраадмирал).

## Наименования
Щабът на отбраната носи следните имена:
- Строево отделение (1879 – 1890)
- Генерален щаб на Българската земска войска (1890 – 1895)
- Щаб на армията (1896 – 1899)
- Генерален щаб (1900 – 1903)
- Щаб на армията (1904 – 1930)
- Щаб на войската (1931 – 6 февруари 1947)
- Генерален щаб на Българската народна армия (6 февруари 1947 – 1990)
- Генерален щаб на Българската армия (1990 – 12 май 2009)
- Щаб на отбраната (от 12 май 2009 г.)[9]

## Началници
Званията са към датата на заемане на длъжността.
| №   | звание            | име                | дати                                 | забележка                                                                     |
| --- | ----------------- | ------------------ | ------------------------------------ | ----------------------------------------------------------------------------- |
| 1.  | Капитан           | Рачо Петров        | 9 септември 1885 – 29 април 1887     |                                                                               |
| 2.  | Майор             | Стефан Паприков    | 18 август 1887 – 23 октомври 1887    |                                                                               |
| 3.  | Майор             | Рачо Петров        | 23 октомври 1887 – 15 април 1894     |                                                                               |
| 4.  | Подполковник      | Никола Иванов      | 10 май 1894 – 29 ноември 1896        |                                                                               |
| 5.  | Полковник         | Стефан Паприков    | 30 ноември 1896 – 18 януари 1899     |                                                                               |
| 6.  | Полковник         | Върбан Винаров     | 24 юни 1899 – 18 февруари 1900       |                                                                               |
| 7.  | Полковник         | Стефан Ильев       | 18 февруари 1900 – 1 януари 1904     |                                                                               |
| 8.  | Генерал-майор     | Радко Димитриев    | 1 януари 1904 – 28 март 1907         |                                                                               |
| 9.  | Генерал-майор     | Вичо Диков         | 28 март 1907 – 2 ноември 1907        |                                                                               |
| 10. | Генерал-майор     | Атанас Назлъмов    | 2 ноември 1907 – 27 март 1910        |                                                                               |
| 11. | Генерал-майор     | Иван Фичев         | 27 март 1910 – 14 януари 1914        |                                                                               |
| 12. | Генерал-майор     | Православ Тенев    | 6 март 1914 – 15 април 1915          |                                                                               |
| 13. | Генерал-майор     | Климент Бояджиев   | 15 април 1915 – 7 септември 1915     |                                                                               |
| 14. | Генерал-майор     | Константин Жостов  | 7 септември 1915 – 30 август 1916    |                                                                               |
| 15. | Полковник         | Иван Луков         | 1 септември 1916 – 30 декември 1917  |                                                                               |
| 16. | Генерал-майор     | Христо Бурмов      | 17 юли 1918 – 10 октомври 1918       |                                                                               |
| 17. | Генерал-майор     | Иван Луков         | 10 октомври 1918 – 27 октомври 1919  |                                                                               |
| 18. | Генерал-майор     | Стефан Нерезов     | 2 ноември 1919 – 3 септември 1920    |                                                                               |
| 19. | Полковник         | Петър Мидилев      | 3 септември 1920 – 3 декември 1920   |                                                                               |
| 20. | Полковник         | Никола Топалджиков | 3 декември 1920 – 20 април 1923      |                                                                               |
| 21. | Полковник         | Стефан Нойков      | 18 май 1923 – 9 юни 1923             |                                                                               |
| 22. | Полковник         | Александър Давидов | 9 юни 1923 – 3 юли 1923              |                                                                               |
| 23. | Полковник         | Владимир Стоянов   | 4 юли 1923 – 1 юни 1926              |                                                                               |
| 24. | Генерал-майор     | Никола Бакърджиев  | 1 юни 1926 – 11 януари 1929          |                                                                               |
| 25. | Генерал-майор     | Сотир Маринков     | ноември 1929 – 31 януари 1931        |                                                                               |
| 26. | Генерал-лейтенант | Никола Бакърджиев  | 31 януари 1931 – 6 май 1934          |                                                                               |
| 27. | Генерал-майор     | Михаил Йовов       | 18 май 1934 – 19 май 1934            |                                                                               |
| 28. | Генерал-майор     | Тодор Георгиев     | 21 май 1934 – 26 декември 1936       |                                                                               |
| 29. | Генерал-майор     | Йордан Пеев        | 29 януари 1937 – 10 октомври 1938    |                                                                               |
| 30. | Генерал-майор     | Никола Хаджипетков | 10 декември 1938 – 11 август 1941    |                                                                               |
| 31. | Генерал-лейтенант | Константин Лукаш   | 11 август 1941 – 11 май 1944         |                                                                               |
| 32. | Генерал-майор     | Трифон Трифонов    | 11 май 1944 – 6 септември 1944       |                                                                               |
| 33. | Генерал-майор     | Кирил Янчулев      | 6 септември 1944 – 13 септември 1944 |                                                                               |
| 34. | Генерал-майор     | Райчо Славков      | 14 септември 1944 – 15 декември 1944 |                                                                               |
| 35. | Генерал-майор     | Иван Кинов         | 15 декември 1944 – 10 декември 1949  |                                                                               |
| 36. | Генерал-лейтенант | Асен Греков        | 10 декември 1949 – 14 декември 1950  |                                                                               |
| 37. | Генерал-полковник | Иван Бъчваров      | 14 декември 1950 – 25 януари 1960    |                                                                               |
| 38. | Генерал-лейтенант | Иван Врачев        | 25 януари 1960 – 22 март 1962        |                                                                               |
| 39. | Генерал-полковник | Атанас Семерджиев  | 22 март 1962 – 28 декември 1989      |                                                                               |
| 40. | Генерал-полковник | Христо Добрев      | 28 декември 1989 – 15 август 1990    |                                                                               |
| 41. | Генерал-лейтенант | Радню Минчев       | 15 август 1990 – 2 август 1991       |                                                                               |
| 42. | Генерал-полковник | Любен Петров       | 2 август 1991 – 2 септември 1994     |                                                                               |
| 43. | Генерал-полковник | Цветан Тотомиров   | 2 септември 1994 – 11 юни 1997       |                                                                               |
| 44. | Генерал-полковник | Михо Михов         | 11 юни 1997 – 11 юни 2002            |                                                                               |
| 45. | Генерал           | Никола Колев       | 11 април 2002 – 1 юни 2006           |                                                                               |
| 46. | Генерал           | Златан Стойков     | 1 юни 2006 – 7 юли 2009              | Началник на Генералния щаб на армията (до 12 май 2009), Началник на отбраната |
| 47. | Генерал           | Симеон Симеонов    | 7 юли 2009 – 30 юни 2014             | Началник на отбраната                                                         |
| 48. | Вицеадмирал       | Румен Николов      | 30 юни 2014 – 8 февруари 2016        | Началник на отбраната                                                         |
| 49. | Генерал           | Константин Попов   | 9 февруари 2016 – 19 януари 2017     | Началник на отбраната                                                         |
| -   | Вицеадмирал       | Емил Ефтимов       | 19 януари 2017 – 8 март 2017         | временно изпълняващ длъжността началник на отбраната                          |
| 50. | Генерал           | Андрей Боцев       | 8 март 2017 – 27 февруари 2020       | Началник на отбраната                                                         |
| -   | Вицеадмирал       | Емил Ефтимов       | 27 февруари 2020 – 30 март 2020      | временно изпълняващ длъжността началник на отбраната                          |
| 51. | Адмирал           | Емил Ефтимов       | 30 март 2020 –                       |                                                                               |

## Директори на Щаба на отбраната
- Бригаден генерал Радостин Илиев (15 юни 2018 – 1 януари 2019)
- Генерал-майор Красимир Кънев (1 януари 2019 – 1 януари 2020)
- Генерал-майор Стайко Прокопиев (2 октомври 2020 – 24 април 2024)
- Генерал-майор Здравко Пехливанов (от 12 юли 2024)

## Заместник-началници на отбраната
- Вицеадмирал Минко Кавалджиев – 30 юни 2009 – 24 ноември 2011
- Генерал-майор Йордан Йорданов – 3 май 2010 – 24 октомври 2012
- Вицеадмирал Пламен Манушев – 1 декември 2011 – 17 октомври 2012
- Генерал-лейтенант Стефан Василев – 1 ноември 2012 – 30 юни 2014
- Контраадмирал Георги Георгиев – 1 декември 2012 – 30 юни 2014
- Генерал-майор Нейко Ненов – 30 юни 2014 – 28 януари 2015
- Генерал-майор Пламен Атанасов – ноември 2015 – 30 юни 2018 г.
- Вицеадмирал Емил Ефтимов – 16 юли 2016 – 30 март 2020
- Генерал-лейтенант Димитър Илиев – 1 август 2018 – 10 декември 2022
- Генерал-лейтенант Цанко Стойков – 28 септември 2020 – 5 януари 2025
- Генерал-лейтенант Михаил Попов – 10 декември 2022
- Генерал-лейтенант Красимир Кънев – 5 януари 2025